# یواس‌ان‌اس سی لیفت (تی-ال‌اس‌وی-۹)
یواس‌ان‌اس سی لیفت (تی-ال‌اس‌وی-۹) (به انگلیسی: USNS Sea Lift (T-LSV-9)) یک کشتی بود که طول آن 540 ft 0 in بود. این کشتی در سال ۱۹۶۵ ساخته شد.